# 褚益民
褚益民（1953年7月—），江苏如皋长江镇人，中国人民解放军上将。中共第十七届中央候补委员、第十八届中央委员。

## 生平
1973年12月，加入中国共产党。曾任陆军第四十七军一四一师四二二团战士、排长，师政治部宣传科干事，兰州军区政治部《人民军队》报社一科编辑、政治部干部部任免科正连职干事、政治部办公室秘书处正连职干事、副营职干事，陆军第四十七军一四一师政治部干部科科长，陆军第四十七集团军政治部组织处副处长、处长，陆军第四十七军一四一师政治部主任，兰州军区政治部组织部副部长、部长、干部部部长，陆军第二十一集团军政治部主任。
2002年1月，任陆军第二十一集团军政治部主任、集团军党委常委。2003年12月，任新疆军区政治部主任、军区党委常委。2005年11月，任陆军第四十七集团军政委、党委书记。2006年12月，任南京军区政治部主任、军区党委常委。2010年12月，任沈阳军区政委、军区党委书记。2016年2月至2017年1月，任新成立的中国人民解放军北部战区政治委员。
2003年7月，晋升为少将军衔。2008年7月，晋升为中将军衔。2014年7月，晋升为上将军衔。